# Nagyszéksósi lelet
A nagyszéksósi leletet a korábban Szegedhez tartozó, a 21. században Röszke határában lévő Nagyszéksós-pusztán az első világháború előtti évektől részletekben előkerült hun aranylelet. A hun-kori Duna-vidék legnagyobb aranylelete, kiemelkedő darabja egy 407 gramm súlyú tömör arany nyakperec.

## A lelet felfedezésének története
A területen már az 1910-es évek elején találtak aranytárgyakat. A népi emlékezet szerint féltalicskaszámra hordták haza, kótyavetyélték el a megtalálók az aranyat, ami nyilvánvalóan túlzás.
1926-ban az akkor 5 éves Bálint József talált a szülei tanyájához tartozó szőlőkertben virágültetés során egy arany nyakperecet. Réznek vélték, és kiegyenesítették, hogy játékpálcát csináljanak belőle, amit aztán a gyerek el is vesztett. Csépléskor egy traktoros találta meg, aki ékszerészhez fordult, ő meg Móra Ferenchez, a szegedi múzeum igazgatójához. Móra Ferenc azonnal a tanyára látogatott. Ekkor már a 400 grammos nyakperec mellett jóval korábbi, az első világháború előtt talált tárgyakról is hallott, amikkel szintén a gyerekek játszogattak, az iskolában almáért és sült tökért csereberélték el egymás között az „encsömbencsömöket”. Móra átvizsgálta a környék talaját, és sok további aranytárgyat talált. Mélyre nem áshattak, mert a gazda, a gyerek nagyapja nem engedte megbolygatni a szőlőjét. Móra a Kincsásás halottal című elbeszélésében írt az eseményről.
1934-ben az öreg gazda halála után fia kivágta a szőlőt és a szilvafát, alattuk pedig további tárgyakat talált. Egy lapos aranytálkát kapával három részre darabolt, hogy elossza. Az ékszerész megint szólt a múzeumnak, ahonnan Móra utódja, Cs. Sebestyén Károly szállt ki. Átkutatták másfél méter mélyen az egész, körülbelül 50x50 méteres területet, és a szélfútta homokban, 40–80 cm mélységben sok aranytárgyat találtak. Ezért az arany forgalmi értékének megfelelő térítést fizettek a tulajdonosnak, aki földet vett rajta.
A leletek feldolgozását Alföldi András, majd Fettich Nándor végezte a Magyar Nemzeti Múzeumban, majd a zömét visszavitték Szegedre. A háború elől sikerült megmenteni a gyűjtemény túlnyomó részét. Csallány Dezső igazgató hátizsákban menekítette fel a kincseket a Nemzeti Múzeumba a front elől, majd a háború végén Szeged újra visszakapta azt. Néhány darab azonban Fleiszig József bankigazgató gyűjteményébe került. Azóta Washingtonban felbukkant több almandinköves arany madárfej, ami valószínűleg a gyűjteménynek ebből a részéből származik.
Az ezredfordulón a múzeumban lévő tárgyakat 2002-ben leltározta Kürti Béla, azóta azokat páncélszekrényben őrzik, de időszaki kiállításokon bemutatják őket idehaza és külföldön egyaránt. Az aranyleletek állandó kiállításához szükséges lenne egy biztonságos kiállítóterem, amire a múzeumnak nincs pénze.

## A lelet értékelése
A tudományosan bizonyítottan a nagyszéksósi lelethez tartozó tárgyak száma a 2010-es évek elejére a 200 darabot is meghaladja. Ezek közül a szegedi Móra Ferenc Múzeumban 155 tárgyat őriznek, melyek összsúlya meghaladja az 1 kilogrammot.
A leletegyüttes kiemelkedő tárgya a 407 grammos tömör arany nyakperec, torques, ami méltóságjelvényként funkcionálhatott. Aki ezt akkoriban viselte, az rangban valamennyi Kárpát-medencei hun kori úr felett állhatott.
A részben erősen megégett tárgyak között többek között találtak kilenc darab – hétféle különböző alakú és méretű – rekeszdíszes csatot, továbbá szíjvégeket, arannyal díszített ruhák maradványait, kardok és tőrök aranydíszeit. Lószerszámok aranydíszei és aranyedények töredékei is előkerültek. A leletek párhuzamai más kelet-európai lelőhelyekről ismertek ugyan, de mennyiségük és minőségük másutt sokkal szerényebb.
Pontos keltezésre alkalmas tárgy vagy anyag azonban sajnálatos módon nem került elő. A régészek korábban sokáig egy hun kori előkelőség hamvasztásos sírjának tartották a nagyszéksósi leletet. A 20. század végére a tudományos kutatás álláspontja változott, eszerint nem temetkezés, hanem egy halotti áldozat, úgynevezett máglyalelet maradványairól van szó, bár számos tárgyon egyáltalán nincsenek égésnyomok. Az előkelő hun vezéreket ebben a korban a legnagyobb titokban temették el, hamvasztás nélkül. Ezzel párhuzamosan a sírtól távol máglyát gyújtottak, ahol áldozati tárgyakat hamvasztottak el, majd a máglya maradványait földdel sekélyen betakarták. Valószínűleg ez történt itt is. A történészek a lelet korát illetően a legvalószínűbbnek azt tartják, hogy az Ruga hun nagykirály korából származik, esetleg az ő vagy testvére, Oktár (Uptar) halotti máglyaáldozata lehetett, de nem zárják ki azt sem, hogy Attila halotti áldozatának maradványáról van szó.

## Kapcsolódó szócikk
- Pouani lelet